# Sternenmantel Heinrichs II.

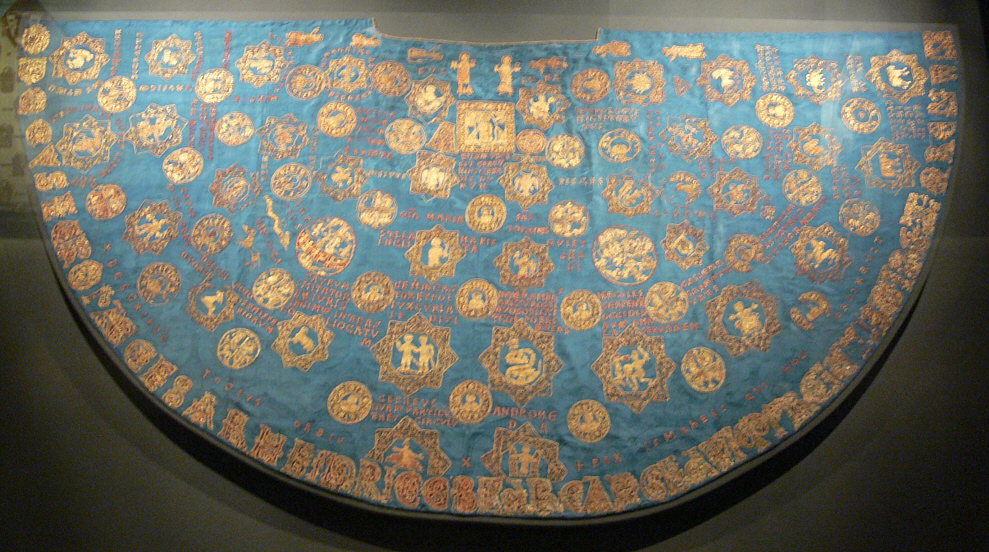
Sternenmantel Heinrichs II.

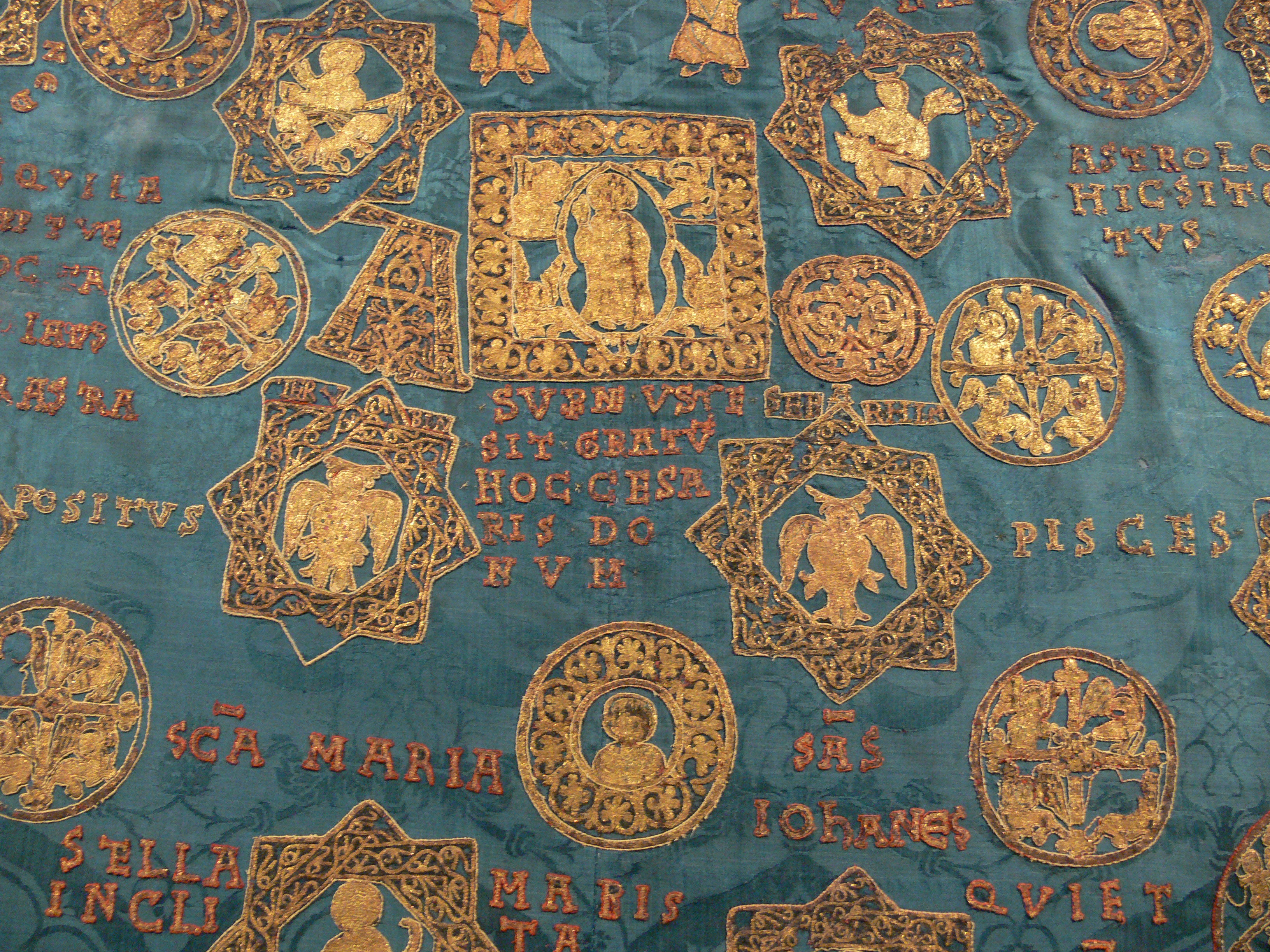
Applikationen im Detail, mittig Christus in der Mandorla

Der Sternenmantel Heinrichs II. ist ein bedeutendes Werk mittelalterlicher Textilkunst. Der heute im Diözesanmuseum Bamberg ausgestellte Mantel war ein Geschenk des apulischen Fürsten Meles von Bari an Heinrich II. anlässlich der Begegnung des Kaisers mit Papst Benedikt VIII. im Jahr 1020 in Bamberg.

## Beschreibung
Das Bildprogramm des mit Goldstickereien förmlich übersäten Ornats kann der am unteren linken Rand angebrachten Inschrift entnommen werden: Es handelt sich um eine Beschreibung des ganzen Erdkreises (DESCRIPTIO TOCIVS ORBIS). Eine Majestas-Domini-Applike mit dem in der Mandorla thronenden Christus, umgeben von den vier Wesen der Apokalypse, nimmt die hervorragendste Stelle in der Mitte des oberen Mantelrückens ein. Christus wird flankiert von Sol – der personifizierten Sonne –, Luna – dem Mond –, einem Cherub, einem Seraph sowie von Alpha und Omega, dem ersten und letzten Buchstaben des griechischen Alphabets als Symbol für Anfang und Ende der Welt. Die sich Christus ganz unterordnende Welt wird durch die Gottesmutter Maria, Johannes den Täufer, zwei heilige Bischöfe und sechs nimbierte sitzende Gestalten repräsentiert, während die Sternzeichen und die beiden Hemisphären für das gesamte Universum stehen. Die zahlreichen, äußerst kunstvoll gearbeiteten Darstellungen werden jeweils von ebenfalls eingestickten Sentenzen umgeben, denen die teilweise fehlerhaft ins Lateinische übersetzten Phainomena (Himmelserscheinungen) des Aratos, ein im dritten Jahrhundert v. Chr. entstandenes Lehrgedicht, als Vorlage dienten. Eine Inschrift auf der rechten Seite benennt den Stifter des Werkes: PAX ISMAHELI QVI HOC ORDINAVIT (Friede dem Ismahel, der dies in Auftrag gegeben hat).

## Hintergrund
Der Stiftername Ismael ist als Pseudonym für Meles von Bari anzusehen, der, nachdem er in der Schlacht von Cannae im Jahre 1018 von den Byzantinern vernichtend geschlagen worden war, Heinrich um Unterstützung ersuchte und 1020 nach Bamberg reiste, wo Papst Benedikt VIII. an Ostern den Kaiser traf, um ihn gleichfalls um Hilfe im Kampf gegen die Expansion der Byzantiner in Süditalien zu bitten. Bei dieser Gelegenheit wollte der Fürst den Mantel als Gastgeschenk an Heinrich überreichen, was ihm jedoch nicht mehr möglich war, da er vor der Fertigstellung am 23. April desselben Jahres in Bamberg verschied. Dies wird deutlich durch den eingestickten Friedenswunsch für die Verstorbenen. Dass Meles (Ismahel) den Mantel dem Kaiser zugedacht hatte, beweist die am unteren Saum angebrachte Widmungsinschrift: O DECVS EVROPAE CESAR HEINRICE BEARE| ANGEAT [= AVGEAT] IMPERIVM TIBI REX QVI REGNAT IN EVUM (Heil sei dir, du Zierde Europas, Kaiser Heinrich, dein Reich mehre der König, der da herrschet ewiglich). Doch lehnte Heinrich es letztlich ab, den Mantel zu tragen, und stiftete ihn stattdessen dem Bamberger Dom, nachdem er eine weitere Inschrift mit dem Wunsch um göttliches Wohlgefallen ob der Stiftung unter dem Christus-Quadrat hatte einsticken lassen: SVP[ER]NE VSYE SIT GRATV[M] HOC CESARIS DONVM (Dem höchsten Wesen sei dieses Kaisergeschenk willkommen).

## Einordnung
Die in Anlegetechnik ausgeführten, recht aufwendigen Stickereien wurden um 1018–1024 in Regensburg gefertigt. Dagegen handelt es sich bei dem Trägerstoff um ein aus Italien stammendes Seidengewebe aus der Zeit zwischen 1453 und 1455, in welcher der Mantel restauriert wurde. Dabei wurden die Stickereien  ausgeschnitten und auf dem neuen Stoff aufgenäht. Der ursprüngliche, partiell noch heute unter den Applikationen vorhandene Mantelstoff bestand aus dunkelpurpur-violetter Seide.